# Antonio Dozzi
Antonio Dozzi (Padova, 20 novembre 1817 – Padova, 25 dicembre 1885) è stato un politico italiano.
Fu senatore del Regno d'Italia nella XV legislatura.